# Рут Арнон
Рут Арнон (івр. רות ארנון; 1 червня 1933, Тель-Авів; до шлюбу Розенберг) — ізраїльська біохімік та імунолог, одна з розробниць глатирамеру ацетату як препарату від розсіяного склерозу (комерційна назва «Копаксон»), «ерліхівський» професор імунології в Інституті Вейцмана, де веде дослідження в галузі вакцинації проти грипу і раку. Член Ізраїльської академії природничих і гуманітарних наук (з 1990), була віцепрезидентом (2004—2010) і президентом цієї академії (2010—2015, перша жінка на цій посаді).

## Походження та навчання
Рут Розенберг народилася в Тель-Авіві (тоді в Палестині під Британським мандатом) 1 червня 1933 року. Завдяки батькові і старшим братам та сестрам з дитинства набула інтерес до науки і, опанувавши грамоту та основи арифметики ще в дошкільному віці, пішла в школу відразу до другого класу. Після закінчення початкової школи, її мати, оцінивши потенціал дочки, переконала Баруха Бен-Єгуду взяти дівчинку в престижну гімназію «Герцлія».
Аналогічно більшості ізраїльської молоді тих років, виявила бажання служити в армії, однак не досягла до того часу призовного віку. Замість цього Рут вступила на хімічний факультет Єврейського університету в Єрусалимі в рамках спеціальної навчальної програми Збройних сил Ізраїлю, що дозволяла їй вчитися в навчальний період і проходити в канікулярний час військову підготовку. Закінчивши університет з отриманням ступеня магістра в 1955 році, Рут два роки служила в армії (Цахалі) в офіцерському званні.
Під час служби в армії одружилася з Уріелем Арноном, інженером хайфського Техніона, народила двох синів Міхаеля і Йорама (1957 і 1961 років народження).

## Наукова діяльність
Кар'єра Рут Арнон як біохіміка-дослідниці простежується з 1958 року, коли вона почала працювати в Центрі молекулярної біології тропічних хвороб імені Макартура, який пізніше увійшов до складу Інституту імені Вейцмана. Більшість її досліджень належать до сфери імунології. Одним з найбільш відомих її досягнень є розробка спільно з Міхаелем Селою і Дворою Тейтельбаум глатирамеру ацетату для лікування розсіяного склерозу, що пройшов клінічні випробування під найменуванням «Копаксон» і застосовується в ряді країн, у тому числі, включеного в Україні до офіційного списку життєво необхідних і найважливіших лікарських препаратів.[джерело?]
В даний час[коли?] робота професора Арнон зосереджена на розробці універсального препарату рекомбінантного для вакцинації проти грипу, а також вивчення можливостей протиракової вакцинації.
Рут Арнон займала ряд відповідальних наукових постів: керувала Центром Макартура, була деканом біологічного факультету і віцепрезидентом Інституту Вейцмана. У 1990 році обрана членом Ізраїльської академії природничих і гуманітарних наук, у 1995—2001 роках головувала в її секції природничих наук, в 2004—2010 рр. була віцепрезидентом, а в 2010—2015 — президентом цієї академії, ставши першою жінкою на цій посаді.

## Громадська діяльність
Крім цього, Рут Арнон є членом Європейської організації молекулярної біології і науково-консультативної ради Європейського союзу, займала посаду генеральної секретарки Міжнародного союзу імунологічних наук і президента Європейської федерації.

## Нагороди та премії
Внесок професора Арнон в науку протягом кар'єри був висвітлений у більш ніж 400 статтях і книгах по біохімії та імунології і удостоєний багатьох престижних нагород, серед яких:
- 1979 — Премія Роберта Коха (Німеччина) в галузі медичних наук
- 1986 — премія Хіменеса Діаса (Іспанія)
- 1994 — Орден Почесного легіону (Франція)
- 1998 — Премія Вольфа з медицини за розробку Кс1/Копаксона
- 1998 — Премія Ротшильда в галузі наук про життя[8]
- 2001 — премія Ізраїлю в галузі медицини[9].